# Ptačí oblast Jeseníky
Ptačí oblast Jeseníky je ptačí oblast, která se rozkládá na území Olomouckého kraje (částí okresu Jeseník a okresu Šumperk) a Moravskoslezského kraje (okres Bruntál). Nachází se převážně v pohoří Hrubý Jeseník a malou okrajovou částí v pohořích Nízký Jeseník, Zlatohorská vrchovina a Hanušovická vrchovina a zároveň také zahnuje většinu plochy Chráněné krajinné oblasti Jeseníky.

## Další informace
Ptačí oblast Jeseníky vznikla 6. prosince 2004 na základě implementace Směrnice o ptácích - nařízením vlády č. 599/2004 Sb. Ptačí oblast (CZ0711017) se rozkládá na ploše 521,645 km2. Cílem ochrany v ptačí oblasti je zachování a obnova ekosystémů významných pro primárně dva chráněné druhy ptáků, kterými jsou chřástal polní (Crex crex) a jeřábek lesní (Bonasa bonasia), a některé další druhy ptáku. To vše v jejich přirozeném areálu rozšíření ve spojenm se zajištěním podmínek pro zachování populací těchto druhů v dostatečně početném stavu. Ohrožením ptáků v ptačí oblasti jsou zejména kosení luk a pastva v hnízdním období na lokalitách obsazených chřástalem polním a nevhodné lesnické hospodaření a neustále se zvyšující rekreační tlak na biotopy jeřábka lesního.

## Katastrální území zasahující do ptačí oblasti:
Adolfovice, Andělská Hora ve Slezsku, Bukovice u Jeseníka, Česká Ves, Dolní Lipová, Dolní Moravice, Dolní Údolí, Domašov u Jeseníka, Heřmanovice, Horní Lipová, Horní Moravice, Horní Údolí, Janovice u Rýmařova, Janušov, Jeseník, Karlov pod Pradědem, Karlova Studánka, Klepáčov, Kociánov, Kouty nad Desnou, Ludvíkov pod Pradědem, Malá Morávka, Mikulovice u Jeseníka, Mnichov pod Pradědem, Nová Rudná, Nová Ves u Rýmařova, Nové Losiny, Ondřejovice v Jeseníkách, Ostružná, Písečná u Jeseníka, Podlesí pod Pradědem, Přemyslov, Rejhotice, Rejvíz, Rudoltice u Sobotína, Rýmařov, Seč u Jeseníka, Sobotín, Stará Rudná, Stará Ves u Rýmařova, Stará Voda v Jeseníkách, Stříbrné Hory, Studený Zejf, Suchá Rudná, Světlá ve Slezsku, Široký Brod, Vernířovice u Sobotína, Vrbno pod Pradědem, Žďárský Potok, Železná pod Pradědem.